# Campeonato Alagoano
Campeonato Alagoano är distriktsmästerskapet i delstaten Alagoas i Brasilien. Mästerskapet spelades för första gången 1927. Främst två lag har varit framgångsrika i mästerskapet, CSA och CRB, med 37 respektive 25 mästerskapssegrar. På senare tid har ASA de Arapiraca även kommit och vunnit sex gånger under 2000-talet fram till säsongen 2011, samtidigt som CSA inte, per 2011, vunnit en enda gång under 2000-talet.